# Distrito electoral de Moquegua
Moquegua es uno de los 27 distritos electorales representados en el Congreso de la República del Perú. La circunscripción elige actualmente a 2 congresistas. Sus límites corresponden a los del departamento de Moquegua. El sistema electoral utiliza el método D'Hondt y una representación proporcional con doble voto preferencial opcional.

## Representantes
| 1 |

| 1 |

| 1 |

| 1 | 1 |

| 1 | 1 |

| 1 | 1 |

| 1 | 1 |

| 1 | 1 |

| 2 |

## Elecciones

### Elecciones parlamentarias de 2021
| Partidos y coaliciones | Partidos y coaliciones                    | Voto popular | Voto popular | Voto popular | Escaños | Escaños |
| Partidos y coaliciones | Partidos y coaliciones                    | Votos        | %            | ±pp          | Total   | +/−     |
| ---------------------- | ----------------------------------------- | ------------ | ------------ | ------------ | ------- | ------- |
|                        | Perú Libre (PL)                           | 21,086       | 24.49        | +17.05       | 2       | +2      |
|                        | Acción Popular (AP)                       | 10,061       | 11.68        | +5.02        | 0       | ±0      |
|                        | Alianza para el Progreso (APP)            | 8,968        | 10.42        | –5.57        | 0       | –1      |
|                        | Avanza País (AvP)                         | 8,293        | 9.63         | Nuevo        | 0       | ±0      |
|                        | Frente Popular Agrícola del Perú (Frepap) | 5,940        | 6.90         | +2.17        | 0       | ±0      |
|                        | Podemos Perú (PP)                         | 5,749        | 6.68         | –4.38        | 0       | –1      |
|                        | Somos Perú (SP)                           | 5,353        | 6.22         | –2.78        | 0       | ±0      |
|                        | Renovación Popular (RP)                   | 5,320        | 6.18         | Nuevo        | 0       | ±0      |
|                        | Unión por el Perú (UPP)                   | 2,680        | 3.11         | –6.62        | 0       | ±0      |
|                        | Victoria Nacional (VN)                    | 2,661        | 3.09         | Nuevo        | 0       | ±0      |
|                        | Partido Nacionalista Peruano (PNP)        | 2,655        | 3.08         | n/a          | 0       | ±0      |
|                        | Fuerza Popular (FP)                       | 2,654        | 3.08         | +0.36        | 0       | ±0      |
|                        | Partido Morado (PM)                       | 2,628        | 3.05         | +0.22        | 0       | ±0      |
|                        | Frente Amplio (FA)                        | 1,007        | 1.17         | –4.94        | 0       | ±0      |
|                        | Partido Popular Cristiano (PPC)           | 690          | 0.80         | –0.79        | 0       | ±0      |
|                        | Renacimiento Unido Nacional (RUNA)        | 361          | 0.42         | –0.55        | 0       | ±0      |
|                        |                                           |              |              |              |         |         |
| Total                  | Total                                     | 86,106       |              |              | 2       | ±0      |
|                        |                                           |              |              |              |         |         |
| Votos válidos          | Votos válidos                             | 86,106       | 75.15        | –9.06        |         |         |
| Votos en blanco        | Votos en blanco                           | 14,136       | 12.34        | +10.73       |         |         |
| Votos nulos            | Votos nulos                               | 14,331       | 12.51        | –1.67        |         |         |
| Votos emitidos         | Votos emitidos                            | 114,573      | 77.22        | –2.54        |         |         |
| Abstenciones           | Abstenciones                              | 33,794       | 22.78        | +2.54        |         |         |
| Votantes registrados   | Votantes registrados                      | 148,367      |              |              |         |         |
|                        |                                           |              |              |              |         |         |
| Fuente:                |                                           |              |              |              |         |         |

### Elecciones parlamentarias de 2020
| Partidos y coaliciones | Partidos y coaliciones                    | Voto popular | Voto popular | Voto popular | Escaños | Escaños |
| Partidos y coaliciones | Partidos y coaliciones                    | Votos        | %            | ±pp          | Total   | +/−     |
| --- | ----------------------------------------- | ------------ | ------------ | ------------ | ------- | ------- |
| | Alianza para el Progreso1 (APP)           | 15,644       | 15.99        | n/a          | 1       | +1      |
| | Podemos Perú (PP)                         | 10,827       | 11.07        | Nuevo        | 1       | +1      |
| | Vamos Perú2 (VP)                          | 9,833        | 10.05        | n/a          | 0       | ±0      |
| | Unión por el Perú3 (UPP)                  | 9,519        | 9.73         | n/a          | 0       | ±0      |
| | Somos Perú1 (SP)                          | 8,811        | 9.00         | n/a          | 0       | ±0      |
| | Perú Libre (PL)                           | 7,284        | 7.44         | Nuevo        | 0       | ±0      |
| | Acción Popular (AP)                       | 6,513        | 6.66         | +1.84        | 0       | ±0      |
| | Frente Amplio (FA)                        | 5,974        | 6.11         | –11.47       | 0       | ±0      |
| | Frente Popular Agrícola del Perú (Frepap) | 4,628        | 4.73         | Nuevo        | 0       | ±0      |
| | Perú Nación (PN)                          | 4,442        | 4.54         | Nuevo        | 0       | ±0      |
| | Partido Morado (PM)                       | 2,772        | 2.83         | Nuevo        | 0       | ±0      |
| | Fuerza Popular (FP)                       | 2,660        | 2.72         | –17.63       | 0       | –1      |
| | Contigo4 (C)                              | 2,312        | 2.36         | –23.86       | 0       | –1      |
| | Juntos por el Perú (JP)                   | 1,714        | 1.75         | Nuevo        | 0       | ±0      |
| | Democracia Directa (DD)                   | 1,581        | 1.62         | +0.07        | 0       | ±0      |
| | Partido Popular Cristiano2 (PPC)          | 1,558        | 1.59         | n/a          | 0       | ±0      |
| | Renacimiento Unido Nacional (RUNA)        | 947          | 0.97         | Nuevo        | 0       | ±0      |
| | Partido Aprista Peruano2 (APRA)           | 833          | 0.85         | n/a          | 0       | ±0      |
| |                                           |              |              |              |         |         |
| Total | Total                                     | 97,852       |              |              | 2       | ±0      |
| |                                           |              |              |              |         |         |
| Votos válidos | Votos válidos                             | 97,852       | 84.21        | +17.21       |         |         |
| Votos en blanco | Votos en blanco                           | 1,870        | 1.61         | –11.53       |         |         |
| Votos nulos | Votos nulos                               | 16,476       | 14.18        | –5.68        |         |         |
| Votos emitidos | Votos emitidos                            | 116,198      | 79.76        | –6.85        |         |         |
| Abstenciones | Abstenciones                              | 29,484       | 20.24        | +6.85        |         |         |
| Votantes registrados | Votantes registrados                      | 145,682      |              |              |         |         |
| |                                           |              |              |              |         |         |
| Fuente: |                                           |              |              |              |         |         |
| Notas al pie: 1 Dentro de la coalición Alianza para el Progreso del Perú en las elecciones de 2016. 2 Dentro de la coalición Alianza Popular en las elecciones de 2016. 3 Dentro de la coalición Alianza Solidaridad Nacional en las elecciones de 2016 (retiraron su candidatura). 4 Comparado con los resultados de su partido antecesor Peruanos por el Kambio en las elecciones de 2016. |                                           |              |              |              |         |         |
| Notas al pie: |                                           |              |              |              |         |         |
| 1 Dentro de la coalición Alianza para el Progreso del Perú en las elecciones de 2016. 2 Dentro de la coalición Alianza Popular en las elecciones de 2016. 3 Dentro de la coalición Alianza Solidaridad Nacional en las elecciones de 2016 (retiraron su candidatura). 4 Comparado con los resultados de su partido antecesor Peruanos por el Kambio en las elecciones de 2016.               |                                           |              |              |              |         |         |

### Elecciones parlamentarias de 2016
| Partidos y coaliciones | Partidos y coaliciones                         | Voto popular | Voto popular | Voto popular | Escaños | Escaños |
| Partidos y coaliciones | Partidos y coaliciones                         | Votos        | %            | ±pp          | Total   | +/−     |
| --- | ---------------------------------------------- | ------------ | ------------ | ------------ | ------- | ------- |
| | Peruanos por el Kambio (PPK)                   | 20,356       | 26.22        | Nuevo        | 1       | +1      |
| | Fuerza Popular1 (FP)                           | 15,799       | 20.35        | +8.49        | 1       | +1      |
| | Frente Amplio (FA)                             | 13,649       | 17.58        | Nuevo        | 0       | ±0      |
| | Alianza para el Progreso del Perú2 (APP–RN–SP) | 12,368       | 15.93        | n/a          | 0       | ±0      |
| | Alianza Popular3 (APRA–PPC–VP)                 | 6,571        | 8.46         | n/a          | 0       | ±0      |
| | Acción Popular4 (AP)                           | 3,745        | 4.82         | n/a          | 0       | ±0      |
| | Frente Esperanza (FE)                          | 1,698        | 2.19         | Nuevo        | 0       | ±0      |
| | Perú Posible4 (PP)                             | 1,688        | 2.17         | n/a          | 0       | ±0      |
| | Democracia Directa5 (DD)                       | 1,205        | 1.55         | +0.79        | 0       | ±0      |
| | Orden (O)                                      | 553          | 0.71         | Nuevo        | 0       | ±0      |
| |                                                |              |              |              |         |         |
| Total | Total                                          | 77,632       |              |              | 2       | ±0      |
| |                                                |              |              |              |         |         |
| Votos válidos | Votos válidos                                  | 77,632       | 67.00        | –12.44       |         |         |
| Votos en blanco | Votos en blanco                                | 15,227       | 13.14        | +3.62        |         |         |
| Votos nulos | Votos nulos                                    | 23,003       | 19.86        | +8.82        |         |         |
| Votos emitidos | Votos emitidos                                 | 115,862      | 86.61        | –0.64        |         |         |
| Abstenciones | Abstenciones                                   | 17,915       | 13.39        | +0.64        |         |         |
| Votantes registrados | Votantes registrados                           | 133,777      |              |              |         |         |
| |                                                |              |              |              |         |         |
| Fuente: |                                                |              |              |              |         |         |
| Notas al pie: 1 Comparado con los resultados de su partido antecesor Fuerza 2011 en las elecciones de 2011. 2 Comparado con los resultados de Alianza para el Progreso , Restauración Nacional (ambos dentro de la coalición Alianza por el Gran Cambio ) y Somos Perú (dentro de la coalición Alianza Electoral Perú Posible ) en las elecciones de 2011. 3 Comparado con los resultados del Partido Aprista Peruano y el Partido Popular Cristiano en las elecciones de 2011. 4 Dentro de la coalición Alianza Electoral Perú Posible en las elecciones de 2011. 5 Comparado con los resultados de su partido antecesor Fonavistas del Perú en las elecciones de 2011. |                                                |              |              |              |         |         |
| Notas al pie: |                                                |              |              |              |         |         |
| 1 Comparado con los resultados de su partido antecesor Fuerza 2011 en las elecciones de 2011. 2 Comparado con los resultados de Alianza para el Progreso, Restauración Nacional (ambos dentro de la coalición Alianza por el Gran Cambio) y Somos Perú (dentro de la coalición Alianza Electoral Perú Posible) en las elecciones de 2011. 3 Comparado con los resultados del Partido Aprista Peruano y el Partido Popular Cristiano en las elecciones de 2011. 4 Dentro de la coalición Alianza Electoral Perú Posible en las elecciones de 2011. 5 Comparado con los resultados de su partido antecesor Fonavistas del Perú en las elecciones de 2011.                  |                                                |              |              |              |         |         |

### Elecciones parlamentarias de 2011
| Partidos y coaliciones | Partidos y coaliciones                       | Voto popular | Voto popular | Voto popular | Escaños | Escaños |
| Partidos y coaliciones | Partidos y coaliciones                       | Votos        | %            | ±pp          | Total   | +/−     |
| --- | -------------------------------------------- | ------------ | ------------ | ------------ | ------- | ------- |
| | Gana Perú1 (PNP–PS–PCP–PSR)                  | 26,304       | 31.11        | n/a          | 1       | +1      |
| | Solidaridad Nacional2 (SN–UPP–C90–SU–TPP)    | 22,021       | 26.05        | n/a          | 1       | ±0      |
| | Perú Posible3 (PP–AP–SP)                     | 12,607       | 14.91        | –0.95        | 0       | ±0      |
| | Fuerza 20114 (F2011)                         | 10,031       | 11.86        | +8.42        | 0       | ±0      |
| | Alianza por el Gran Cambio5 (APP–PPC–PHP–RN) | 7,599        | 8.99         | n/a          | 0       | ±0      |
| | Partido Aprista Peruano (APRA)               | 2,123        | 2.51         | –19.00       | 0       | –1      |
| | Fuerza Social (FS)                           | 1,556        | 1.84         | Nuevo        | 0       | ±0      |
| | Fuerza Nacional (FN)                         | 911          | 1.08         | Nuevo        | 0       | ±0      |
| | Fonavistas del Perú (FP)                     | 646          | 0.76         | Nuevo        | 0       | ±0      |
| | Cambio Radical (CR)                          | 639          | 0.76         | Nuevo        | 0       | ±0      |
| | Adelante (Adelante)                          | 114          | 0.14         | Nuevo        | 0       | ±0      |
| |                                              |              |              |              |         |         |
| Total | Total                                        | 84,551       |              |              | 2       | ±0      |
| |                                              |              |              |              |         |         |
| Votos válidos | Votos válidos                                | 84,551       | 79.44        | –0.37        |         |         |
| Votos en blanco | Votos en blanco                              | 10,133       | 9.52         | +0.57        |         |         |
| Votos nulos | Votos nulos                                  | 11,745       | 11.04        | –0.20        |         |         |
| Votos emitidos | Votos emitidos                               | 106,429      | 87.25        | –4.39        |         |         |
| Abstenciones | Abstenciones                                 | 15,548       | 12.75        | +4.39        |         |         |
| Votantes registrados | Votantes registrados                         | 121,977      |              |              |         |         |
| |                                              |              |              |              |         |         |
| Fuente: |                                              |              |              |              |         |         |
| Notas al pie: 1 Comparado con los resultados del Partido Socialista en las elecciones de 2006. 2 Comparado con los resultados del partido Unión por el Perú y Solidaridad Nacional (dentro de Unidad Nacional ) en las elecciones de 2006. 3 Comparado con los resultados del partido Perú Posible y la alianza Frente de Centro en las elecciones de 2006. 4 Comparado con los resultados de la coalición Alianza por el Futuro en las elecciones de 2006. 5 Comparado con los resultados del Partido Popular Cristiano (dentro de Unidad Nacional ) en las elecciones de 2006. |                                              |              |              |              |         |         |
| Notas al pie: |                                              |              |              |              |         |         |
| 1 Comparado con los resultados del Partido Socialista en las elecciones de 2006. 2 Comparado con los resultados del partido Unión por el Perú y Solidaridad Nacional (dentro de Unidad Nacional) en las elecciones de 2006. 3 Comparado con los resultados del partido Perú Posible y la alianza Frente de Centro en las elecciones de 2006. 4 Comparado con los resultados de la coalición Alianza por el Futuro en las elecciones de 2006. 5 Comparado con los resultados del Partido Popular Cristiano (dentro de Unidad Nacional) en las elecciones de 2006.                 |                                              |              |              |              |         |         |

### Elecciones parlamentarias de 2006
| Partidos y coaliciones | Partidos y coaliciones                            | Voto popular | Voto popular | Voto popular | Escaños | Escaños |
| Partidos y coaliciones | Partidos y coaliciones                            | Votos        | %            | ±pp          | Total   | +/−     |
| --- | ------------------------------------------------- | ------------ | ------------ | ------------ | ------- | ------- |
| | Unión por el Perú (UPP)                           | 22,018       | 30.12        | –0.17        | 1       | ±0      |
| | Partido Aprista Peruano (APRA)                    | 15,727       | 21.51        | +12.10       | 1       | +1      |
| | Frente de Centro1 (AP–SP–CNI)                     | 10,380       | 14.20        | +1.61        | 0       | ±0      |
| | Unidad Nacional (PPC–SN–RN)                       | 9,906        | 13.55        | +2.77        | 0       | ±0      |
| | Avanza País - Partido de Integración Social (AvP) | 3,564        | 4.88         | Nuevo        | 0       | ±0      |
| | Alianza por el Futuro2 (C90–NM–SC)                | 2,516        | 3.44         | +2.26        | 0       | ±0      |
| | Restauración Nacional (RN)                        | 1,810        | 2.48         | Nuevo        | 0       | ±0      |
| | Alianza para el Progreso (APP)                    | 1,410        | 1.93         | Nuevo        | 0       | ±0      |
| | Perú Posible (PP)                                 | 1,213        | 1.66         | –19.13       | 0       | –1      |
| | Concertación Descentralista (PDS–MHP)             | 1,097        | 1.50         | Nuevo        | 0       | ±0      |
| | Movimiento Nueva Izquierda (MNI)                  | 930          | 1.27         | Nuevo        | 0       | ±0      |
| | Perú Ahora                                        | 784          | 1.07         | Nuevo        | 0       | ±0      |
| | Frente Independiente Moralizador (FIM)            | 706          | 0.97         | –11.41       | 0       | ±0      |
| | Justicia Nacional (JN)                            | 492          | 0.67         | Nuevo        | 0       | ±0      |
| | Frente Popular Agrícola del Perú (Frepap)         | 295          | 0.40         | –0.03        | 0       | ±0      |
| | Renacimiento Andino (RA)                          | 107          | 0.15         | –0.40        | 0       | ±0      |
| | Resurgimiento Peruano                             | 98           | 0.13         | Nuevo        | 0       | ±0      |
| | Progresemos Perú                                  | 55           | 0.08         | Nuevo        | 0       | ±0      |
| |                                                   |              |              |              |         |         |
| Total | Total                                             | 73,108       |              |              | 2       | ±0      |
| |                                                   |              |              |              |         |         |
| Votos válidos | Votos válidos                                     | 73,108       | 79.81        | –3.44        |         |         |
| Votos en blanco | Votos en blanco                                   | 8,201        | 8.95         | +2.21        |         |         |
| Votos nulos | Votos nulos                                       | 10,296       | 11.24        | +1.23        |         |         |
| Votos emitidos | Votos emitidos                                    | 91,605       | 91.64        | +4.61        |         |         |
| Abstenciones | Abstenciones                                      | 8,357        | 8.36         | –4.61        |         |         |
| Votantes registrados | Votantes registrados                              | 99,962       |              |              |         |         |
| |                                                   |              |              |              |         |         |
| Fuente: |                                                   |              |              |              |         |         |
| Notas al pie: 1 Comparado con los resultados de los partidos Acción Popular y Somos Perú en las elecciones de 2001. 2 Comparado con los resultados de los partidos Cambio 90 – Nueva Mayoría y Solución Popular ( Sí Cumple ) en las elecciones de 2001. |                                                   |              |              |              |         |         |
| Notas al pie: |                                                   |              |              |              |         |         |
| 1 Comparado con los resultados de los partidos Acción Popular y Somos Perú en las elecciones de 2001. 2 Comparado con los resultados de los partidos Cambio 90–Nueva Mayoría y Solución Popular (Sí Cumple) en las elecciones de 2001.                   |                                                   |              |              |              |         |         |

### Elecciones parlamentarias de 2001
| Partidos y coaliciones | Partidos y coaliciones                    | Voto popular | Voto popular | Voto popular | Escaños | Escaños |
| Partidos y coaliciones | Partidos y coaliciones                    | Votos        | %            | ±pp          | Total   | +/−     |
| ---------------------- | ----------------------------------------- | ------------ | ------------ | ------------ | ------- | ------- |
|                        | Unión por el Perú (UPP)                   | 19,709       | 30.29        | n/a          | 1       | n/a     |
|                        | Perú Posible (PP)                         | 13,528       | 20.79        | n/a          | 1       | n/a     |
|                        | Frente Independiente Moralizador (FIM)    | 8,052        | 12.38        | n/a          | 0       | n/a     |
|                        | Somos Perú (SP)                           | 7,792        | 11.98        | n/a          | 0       | n/a     |
|                        | Unidad Nacional (PPC–SN–RN–CR)            | 7,010        | 10.78        | n/a          | 0       | n/a     |
|                        | Partido Aprista Peruano (APRA)            | 6,123        | 9.41         | n/a          | 0       | n/a     |
|                        | Proyecto País (PrP)                       | 941          | 1.45         | n/a          | 0       | n/a     |
|                        | Solución Popular (SoP)                    | 770          | 1.18         | n/a          | 0       | n/a     |
|                        | Acción Popular (AP)                       | 394          | 0.61         | n/a          | 0       | n/a     |
|                        | Renacimiento Andino (RA)                  | 359          | 0.55         | n/a          | 0       | n/a     |
|                        | Frente Popular Agrícola del Perú (Frepap) | 280          | 0.43         | n/a          | 0       | n/a     |
|                        | Todos por la Victoria (TpV)               | 103          | 0.16         | n/a          | 0       | n/a     |
|                        |                                           |              |              |              |         |         |
| Total                  | Total                                     | 65,061       |              |              | 2       | n/a     |
|                        |                                           |              |              |              |         |         |
| Votos válidos          | Votos válidos                             | 65,061       | 83.25        | n/a          |         |         |
| Votos en blanco        | Votos en blanco                           | 5,265        | 6.74         | n/a          |         |         |
| Votos nulos            | Votos nulos                               | 7,825        | 10.01        | n/a          |         |         |
| Votos emitidos         | Votos emitidos                            | 78,151       | 87.03        | n/a          |         |         |
| Abstenciones           | Abstenciones                              | 11,651       | 12.97        | n/a          |         |         |
| Votantes registrados   | Votantes registrados                      | 89,802       |              |              |         |         |
|                        |                                           |              |              |              |         |         |
| Fuente:                |                                           |              |              |              |         |         |

### Elecciones parlamentarias de 2000
Elecciones parlamentarias en distrito electoral nacional único

### Elecciones parlamentarias de 1995
Elecciones parlamentarias en distrito electoral nacional único

### Elecciones parlamentarias de 1990
| Partidos y coaliciones | Partidos y coaliciones                                     | Voto popular | Voto popular | Voto popular | Escaños | Escaños |
| Partidos y coaliciones | Partidos y coaliciones                                     | Votos        | %            | ±pp          | Total   | +/−     |
| --- | ---------------------------------------------------------- | ------------ | ------------ | ------------ | ------- | ------- |
| | Izquierda Unida (IU)                                       | 15,185       | 39.08        | –1.90        | 1       | ±0      |
| | Partido Aprista Peruano (APRA)                             | 9,969        | 25.65        | –7.23        | 0       | ±0      |
| | Frente Nacional de Trabajadores y Campesinos1 (Frenatraca) | 6,928        | 17.83        | +15.86       | 0       | ±0      |
| | Frente Democrático2 (Movimiento Libertad–PPC–AP)           | 5,673        | 14.60        | n/a          | 0       | ±0      |
| | Izquierda Socialista (IS)                                  | 676          | 1.74         | Nuevo        | 0       | ±0      |
| | Frente Popular Agrícola del Perú (Frepap)                  | 353          | 0.91         | Nuevo        | 0       | ±0      |
| | Unión Democrática                                          | 77           | 0.20         | Nuevo        | 0       | ±0      |
| |                                                            |              |              |              |         |         |
| Total | Total                                                      | 38,861       |              |              | 1       | ±0      |
| |                                                            |              |              |              |         |         |
| Votos válidos | Votos válidos                                              | 38,861       | 75.49        | –19.28       |         |         |
| Votos en blanco | Votos en blanco                                            | 7,447        | 14.47        | +11.83       |         |         |
| Votos nulos | Votos nulos                                                | 5,167        | 10.04        | +7.45        |         |         |
| Votos emitidos | Votos emitidos                                             | 51,475       | n/d          | n/a          |         |         |
| Abstenciones | Abstenciones                                               | n/d          | n/d          | n/a          |         |         |
| Votantes registrados | Votantes registrados                                       | n/d          |              |              |         |         |
| |                                                            |              |              |              |         |         |
| Fuente: |                                                            |              |              |              |         |         |
| Notas al pie: 1 Comparado con los resultados de Izquierda Nacionalista (IN) en las elecciones de 1985. 2 Comparado con los resultados del Partido Popular Cristiano (dentro de la coalición Convergencia Democrática ) y Acción Popular en las elecciones de 1985. |                                                            |              |              |              |         |         |
| Notas al pie: |                                                            |              |              |              |         |         |
| 1 Comparado con los resultados de Izquierda Nacionalista (IN) en las elecciones de 1985. 2 Comparado con los resultados del Partido Popular Cristiano (dentro de la coalición Convergencia Democrática) y Acción Popular en las elecciones de 1985.                |                                                            |              |              |              |         |         |

### Elecciones parlamentarias de 1985
| Partidos y coaliciones | Partidos y coaliciones                                                         | Voto popular | Voto popular | Voto popular | Escaños | Escaños |
| Partidos y coaliciones | Partidos y coaliciones                                                         | Votos        | %            | ±pp          | Total   | +/−     |
| --- | ------------------------------------------------------------------------------ | ------------ | ------------ | ------------ | ------- | ------- |
| | Izquierda Unida1 (UNIR–UDP–PRT–UI–FOCEP–APS)                                   | 16,545       | 40.98        | –7.34        | 1       | +1      |
| | Partido Aprista Peruano (APRA)                                                 | 13,278       | 32.88        | +18.89       | 0       | ±0      |
| | Acción Popular (AP)                                                            | 3,556        | 8.81         | –22.81       | 0       | –1      |
| | Convergencia Democrática2 (PPC–MBH)                                            | 3,066        | 7.59         | +4.65        | 0       | ±0      |
| | Lista Independiente Concordancia de los Movimientos Independientes de Moquegua | 2,279        | 5.64         | Nuevo        | 0       | ±0      |
| | Izquierda Nacionalista3 (IN)                                                   | 797          | 1.97         | +0.78        | 0       | ±0      |
| | Frente Democrático de Unidad Nacional (FUN)                                    | 453          | 1.12         | Nuevo        | 0       | ±0      |
| | Partido Socialista de los Trabajadores (PST)                                   | 307          | 0.76         | Nuevo        | 0       | ±0      |
| | Movimiento Cívico Nacional 7 de Junio (M7J)                                    | 97           | 0.24         | Nuevo        | 0       | ±0      |
| |                                                                                |              |              |              |         |         |
| Total | Total                                                                          | 40,378       |              |              | 1       | ±0      |
| |                                                                                |              |              |              |         |         |
| Votos válidos | Votos válidos                                                                  | 40,378       | 94.77        | +16.04       |         |         |
| Votos en blanco | Votos en blanco                                                                | 1,126        | 2.64         | –6.66        |         |         |
| Votos nulos | Votos nulos                                                                    | 1,104        | 2.59         | –9.38        |         |         |
| Votos emitidos | Votos emitidos                                                                 | 42,608       | 84.78        | n/a          |         |         |
| Abstenciones | Abstenciones                                                                   | 7,647        | 15.22        | n/a          |         |         |
| Votantes registrados | Votantes registrados                                                           | 50,255       |              |              |         |         |
| |                                                                                |              |              |              |         |         |
| Fuente: |                                                                                |              |              |              |         |         |
| Notas al pie: 1 Comparado con los resultados de los partidos Unión de Izquierda Revolucionaria (PCP-PR–PCR–VR–FLN), Unidad Democrático Popular (UDP), Partido Revolucionario de los Trabajadores (PRT), Unidad de Izquierda (UI), el Frente Obrero Campesino Estudiantil y Popular (FOCEP) y Acción Política Socialista (APS) en las elecciones de 1980. 2 Comparado con los resultados del Partido Popular Cristiano (PPC) en las elecciones de 1980. 3 Comparado con los resultados del Frente Nacional de Trabajadores y Campesinos (Frenatraca) en las elecciones de 1980. |                                                                                |              |              |              |         |         |
| Notas al pie: |                                                                                |              |              |              |         |         |
| 1 Comparado con los resultados de los partidos Unión de Izquierda Revolucionaria (PCP-PR–PCR–VR–FLN), Unidad Democrático Popular (UDP), Partido Revolucionario de los Trabajadores (PRT), Unidad de Izquierda (UI), el Frente Obrero Campesino Estudiantil y Popular (FOCEP) y Acción Política Socialista (APS) en las elecciones de 1980. 2 Comparado con los resultados del Partido Popular Cristiano (PPC) en las elecciones de 1980. 3 Comparado con los resultados del Frente Nacional de Trabajadores y Campesinos (Frenatraca) en las elecciones de 1980.               |                                                                                |              |              |              |         |         |

### Elecciones parlamentarias de 1980
| Partidos y coaliciones | Partidos y coaliciones                                    | Voto popular | Voto popular | Voto popular | Escaños | Escaños |
| Partidos y coaliciones | Partidos y coaliciones                                    | Votos        | %            | ±pp          | Total   | +/−     |
| ---------------------- | --------------------------------------------------------- | ------------ | ------------ | ------------ | ------- | ------- |
|                        | Acción Popular (AP)                                       | 8,875        | 31.62        | n/a          | 1       | n/a     |
|                        | Unión de Izquierda Revolucionaria (PCP-PR–PCR–VR–FLN)     | 5,853        | 20.86        | n/a          | 0       | n/a     |
|                        | Partido Revolucionario de los Trabajadores (PRT)          | 4,931        | 17.57        | n/a          | 0       | n/a     |
|                        | Partido Aprista Peruano (APRA)                            | 3,927        | 13.99        | n/a          | 0       | n/a     |
|                        | Unidad Democrático Popular (UDP)                          | 1,562        | 5.57         | n/a          | 0       | n/a     |
|                        | Partido Popular Cristiano (PPC)                           | 824          | 2.94         | n/a          | 0       | n/a     |
|                        | Unidad de Izquierda (UI)                                  | 699          | 2.49         | n/a          | 0       | n/a     |
|                        | Movimiento Democrático Peruano (MDP)                      | 401          | 1.43         | n/a          | 0       | n/a     |
|                        | Frente Nacional de Trabajadores y Campesinos (Frenatraca) | 333          | 1.19         | n/a          | 0       | n/a     |
|                        | Acción Política Socialista (APS)                          | 263          | 0.94         | n/a          | 0       | n/a     |
|                        | Frente Obrero Campesino Estudiantil y Popular (FOCEP)     | 249          | 0.89         | n/a          | 0       | n/a     |
|                        | Organización Política de la Revolución Peruana (OPRP)     | 147          | 0.52         | n/a          | 0       | n/a     |
|                        |                                                           |              |              |              |         |         |
| Total                  | Total                                                     | 28,064       |              |              | 1       | n/a     |
|                        |                                                           |              |              |              |         |         |
| Votos válidos          | Votos válidos                                             | 28,064       | 78.73        | n/a          |         |         |
| Votos en blanco        | Votos en blanco                                           | 3,314        | 9.30         | n/a          |         |         |
| Votos nulos            | Votos nulos                                               | 4,268        | 11.97        | n/a          |         |         |
| Votos emitidos         | Votos emitidos                                            | 35,646       | n/d          | n/a          |         |         |
| Abstenciones           | Abstenciones                                              | n/d          | n/d          | n/a          |         |         |
| Votantes registrados   | Votantes registrados                                      | n/d          |              |              |         |         |
|                        |                                                           |              |              |              |         |         |
| Fuente:                |                                                           |              |              |              |         |         |